# Galium salsugineum
Galium salsugineum là một loài thực vật có hoa trong họ Thiến thảo. Loài này được Krylov & Serg. mô tả khoa học đầu tiên năm 1936.